# Championnat de Zanzibar de football
Le championnat de Zanzibar de football, créé en 1926 mais il est officiellement adopté depuis la saison 1981, est l'élite du football zanzibarien, organisé par la Fédération de Zanzibar de football.

## Palmarès
- 1926 : Mnazi Mmoja
- 1927-1958 : champions inconnus
- 1959 : Malindi SC
- 1960-1963 : champions inconnus
- 1964 : Malindi SC
- 1965-1980 : champions inconnus
- 1981 : Ujamaa FC
- 1982 : Ujamaa FC
- 1983 : Small Simba
- 1984 : KMKM            [*]
- 1985 : Small Simba
- 1986 : KMKM
- 1987 : Miembeni SC
- 1988 : Small Simba
- 1989 : Malindi SC         [*]
- 1990 : Malindi SC
- 1991 : Small Simba
- 1992 : Malindi SC         [*]
- 1993 : Shengeni
- 1994 : Shengeni
- 1995 : Small Simba
- 1996 : Mlandege
- 1997 : Mlandege
- 1998 : Mlandege
- 1999 : Mlandege
- 2000 : Kipanga
- 2001 : Mlandege
- 2002 : Mlandege
- 2003 : Jamhuri FC
- 2004 : KMKM
- 2005 : Polisi
- 2006 : Polisi
- 2007 : Miembeni SC
- 2008 : Miembeni SC
- 2009 : Mafunzo FC
- 2010 : Zanzibar Ocean View
- 2011 : Mafunzo FC
- 2012 : Jamhuri FC
- 2013 : KMKM
- 2014 : KMKM
- 2015 : Mafunzo FC
- 2016 : Zimamoto
- 2017 : JKU Sports Club
- 2018 : JKU Sports Club
- 2019 : KMKM
- 2020 : Mlandege
- 2021 : KMKM
- 2022 : KMKM
- 2023 : KMKM
- 2024 : JKU Sports Club

[*] à cette époque, les champions de Zanzibar (championnat de l'île) ont remporté l'Union League contre les vainqueurs du championnat du Tanganyika (maintenant championnat de Tanzanie).